# 1975년 영국 유럽 경제 공동체 회원국 국민투표
1975년 영국 유럽 경제 공동체 회원국 국민투표는 1973년, 보수당에서 가입한 영국의 EEC 존속 여부를 놓고 1975년 6월 5일에 실시되었다. 노동당은 1974년 10월 선거에서 존속 여부를 국민투표에 붙이겠다고 공약하였다. 선거 결과 영국 국민들은 63.48%의 투표율에 찬성 67.2%, 반대 32.8%에 투표하였다. 영국을 구성하는 잉글랜드, 스코틀랜드, 웨일스, 북아일랜드 전 지역이 찬성하면서 영국은 EEC에 계속 종속하기로 결정하였다. 이 선거는 영국 최초의 국민투표이자 2011년에 실시된 국민투표 전까지는 유일한 국민투표였다.
1974년 2월 선거에서 과반수를 충족하는 정당이 없어서 노동당은 소수 여당 정부를 구성하게 되었다. 이에 해럴드 윌슨 총리는 의회를 해산하고 10월 선거를 실시하면서 노동당이 EEC의 존속 여부를 국민투표에 붙이겠다고 공약하였다. 10월 선거에서 노동당은 과반수를 충족하였고, 1975년 4월 9일에 영국 하원은 396표 대 170표로 국민투표 실시를 가결시켰다. 선거 결과 67%가 찬성에 투표하였다.

## 배경
1970년 선거 과정에서 보수당의 에드워드 히스는 EEC의 가입을 공약으로 내걸어 승리하게 되었다. 그러나 영국이 1973년에 가입하였을 때, 가입 여부를 놓고 국민투표가 진행되지 않았다. 노동당은 EEC의 가입을 놓고 분열하였는데, 이때 로이 젱킨스 노동당 부대표는 보수당과 같이 EEC 가입에 찬성하여야 한다고 주장하였다. 그 결과 노동당은 EEC의 가입 여부를 국민투표에 붙이는 것으로 결정하였다.

## 투표 과정

### 찬성 측
노동당 정부는 정부 내 각료들에게 각자 결정하도록 하였다. 해럴드 윌슨 수상을 비롯한 제임스 캘러헌 외무장관, 데니스 힐리 재무장관, 로이 젱킨스 내무장관 등 대부분의 정부 각료들은 찬성 측에 섰다. 오래 전부터 ECC 가입을 주장하던 보수당과 자유당 역시 찬성 측에 섰다.

### 반대 측
노동당 내 좌파들은 반대 측에 섰다.

## 전국 결과

영국의 구성국별 결과.

국민투표는 영국 표준시 기준 6월 5일 아침 7시부터 밤 10시까지 영국 전역에서 이뤄졌다. 다음날 6월 5일 오전 9시부터는 전 개표소에서 개표가 시작됐다. 투표 지역에서 개표 결과가 선언되면 그 결과는 최고개표감독관에게 전달됐고, 이후 최고개표감독관인 필립 앨런 경이 최종 결과를 발표했다.
투표 결과 스코틀랜드 최북단 지역인 셰틀랜드 제도와 아우터헤브리디스를 제외하고 모든 지역에서 영국이 유럽공동체 존속에 '찬성'으로 돌아서기로 한 것으로 드러났다. 찬성표는 62.7%, 반대표는 32.8%로 전체 투표자의 3분의 2가 EEC 가입에 찬성했다. 각 기초의회별로 보면 EEC 가입에 대한 찬성 비율은 보수당 지지율과 평균 소득이 높은 지역과 연관이 있었다. 그와 반대로 노동당을 지지하고 소득이 낮은 지역에서는 찬성표가 덜했다. 노동당 지지가 우세한 미드글래모건 지역을 제외하면 잉글랜드와 웨일스 내 대부분 기초의회 구역에서 찬성표가 60% 이상의 비율을 차지했다. 스코틀랜드와 북아일랜드는 전국 평균치보다 찬성표 비율이 낮았다.
| 1975년 영국 유럽공동체 존속 국민투표 | 1975년 영국 유럽공동체 존속 국민투표 | 1975년 영국 유럽공동체 존속 국민투표 |
| 찬성 또는 반대                       | 득표수                               | 득표율                               |
| ------------------------------------ | ------------------------------------ | ------------------------------------ |
| 찬성                                 | 17,378,581                           | 67.2%                                |
| 반대                                 | 8,470,073                            | 32.8%                                |
| 유효표                               | 25,848,654                           | 99.79%                               |
| 무효표                               | 54,540                               | 0.59%                                |
| 총 득표수                            | 25,903,194                           | 100.00%                              |
| 투표율                               | 64.50%                               | 64.50%                               |
| 출처:                                |                                      |                                      |

| 찬성 17,378,581 (67.2%) | 반대 8,470,073 (32.8%) |
| ▲                       |                        |

## 같이 보기
- 브렉시트
- 1974년 2월 영국 총선
- 1974년 10월 영국 총선
- 유럽 연합 탈퇴
- 2016년 영국 유럽 연합 회원국 국민투표